# Кайтмазов, Асламурза Бекмурзаевич
Асламурза́ Бекмурза́евич Кайтма́зов (осет. Хъайтмазты Аслӕмырзӕ, 1866 год, село Верхний Зарамаг — 25 января 1925 год) — осетинский педагог, писатель, поэт и переводчик.

## Биография
Родился в 1866 году в крестьянской семье в селе Зарамаг. Окончил педагогическое училище в городе Гори, после чего работал учителем в осетинских сёлах. В селе Лаба познакомился с осетинским поэтом Хетагуровым. Коста Хетагуров, оказал влияние на его решение заняться литературной деятельностью.
Занимался сбором осетинского народного устного творчества. Написал «Сборник материалов для описания местностей и племён Кавказа». Переводил стихотворения с русского языка на осетинский.
Скончался 21 января 1925 года во Владикавказе.

## Семья
Жена — Ольга Хетагурова-Кайтмазова (1865—1906), сестра Коста Хетагурова.